# Грицанов, Александр Алексеевич
Алекса́ндр Алексе́евич Грица́нов (28 августа 1958, Минск — 21 марта 2011, Минск) — советский и белорусский философ, социолог, историк, религиовед и журналист. Кандидат философских наук (1984), доцент.

## Биография
Родился 28 августа 1958 года в Минске.
В 1980 году окончил исторический факультет Белорусского государственного университета.
В 1980—1983 годах учился в аспирантуре на кафедре философии Белорусского государственного университета.
В 1983—1988 года — преподаватель, в 1988—1996 годах — доцент Белорусского государственного университета.
В 1984 году защитил диссертацию на соискание учёной степени кандидата философских наук по теме «Критический анализ буржуазных концепций „среднего класса“» (специальность 09.00.01 — диалектический и исторический материализм.
В 1987—1989 годах вёл первый в Минске политический дискуссионный клуб «Философские четверги».
В 1988 году присвоено учёное звание доцента.
В 1996—1998 годах — доцент и заведующий кафедрой Восточно-Европейского института бизнеса и права.
В 2001—2002 годах — доцент кафедры философии и социологии Международного государственного экологического университета им. А. Д. Сахарова.
Руководитель и главный научный редактор крупнейшей в СНГ социально-гуманитарной энциклопедической серии (опубликовано 13 энциклопедий и словарей) и серии научных биографий «Мыслители XX столетия» (опубликовано 12 книг). Автор более 200 научных публикаций на русском, белорусском, английском и польском языках.
Корреспондент газеты «Белорусы и рынок» и колумнист «БелГазеты» (с 2005). Выступал также в журнале «ARCHE» и электронном издании «Наше мнение» Беларуси. Автор около 100 статей.
Умер 21 марта 2011 года.

## Основные труды

### Книги
- Овчаренко В. И., Грицанов А. А. Социологический психологизм. Критический анализ. — Мн.: Вышэйшая школа, 1990. — 205 с. — 2400 экз. — ISBN 5-339-00449-X.
- Грицанов А. А., Овчаренко В. И. Человек и отчуждение. — Мн.: Вышэйшая школа, 1991. — 128 с. — 5400 экз. — ISBN 5-339-00586-0.
- Грицанов А. А., Тарас А. Е. Научный антикоммунизм и антифашизм: популярный компендиум. — Мн.: ФУАинформ, 2010. — 528 с. — (Неизвестная история). — 1000 экз. — ISBN 978-985-6868-33-0.

Из серии «Религии мира»
- Грицанов А. А. Католичество. 2-е изд. — Мн.: Книжный Дом, 2009. — 384 с. — (Религии мира). — 3050 экз. — ISBN 985-489-453-3.
- Грицанов А. А., Филиппович А. В. Язычество. 2-е изд. — Мн.: Книжный Дом, 2009. — 384 с. — (Религии мира). — 3050 экз. — ISBN 985-489-457-6.
- Грицанов А. А. Католичество. — Мн.: Книжный Дом, 2006. — 384 с. — (Религии мира). — 2050 экз. — ISBN 978-985-489-906-0.
- Грицанов А. А. Христианство. — Мн.: Книжный Дом, 2006. — 640 с. — (Религии мира).
- Грицанов А. А., Румянцева Т. Г. Индуизм. — Мн.: Книжный Дом, 2006. — 384 с. — (Религии мира).
- Грицанов А. А., Семёнова В. Н. Протестантство. — Мн.: Книжный Дом, 2006. — 384 с. — (Религии мира). — 3050 экз. — ISBN 985-489-454-1.
- Грицанов А. А., Филиппович А. В. Язычество. — Мн.: Книжный Дом, 2006. — 384 с. — (Религии мира). — 3050 экз. — ISBN 985-489-452-5.
  - Грицанов А. А., Филиппович А. В. Язычество. 2-е изд. — Минск: Книжный Дом, 2009. — 384 с. — (Религии мира). — 3050 экз. — ISBN 978-985-489-909-1.

Из серии «Мыслители XX столетия»
- Грицанов А. А. Жиль Делёз. — Мн.: Книжный Дом, 2008. — 320 с. — (Мыслители XX столетия). — 2050 экз. — ISBN 978-985-489-774-5.
- Грицанов А. А., Абушенко В. Л. Мишель Фуко. — Мн.: Книжный Дом, 2008. — 320 с. — (Мыслители XX столетия). — 2050 экз. — ISBN 978-985-489-775-2.
- Грицанов А. А., Гурко Е. Н. Жак Деррида. — Мн.: Книжный Дом, 2008. — 256 с. — (Мыслители XX столетия). — 2050 экз. — ISBN 978-985-489-773-8.
- Грицанов А. А., Кацук Н. Л. Жан Бодрийяр. — Мн.: Книжный Дом, 2008. — 256 с. — (Мыслители XX столетия). — 2050 экз. — ISBN 978-985-489-772-1.
- Протько Т. С., Грицанов А. А. Александр Богданов. — Мн.: Книжный Дом, 2009. — 256 с. — (Мыслители XX столетия). — 1550 экз. — ISBN 978-985-489-952-7.

Из серии «Тайны посвящённых»
- Грицанов А.А. Микаэль Айванхов. — Минск: Книжный дом, 2011. — 320 с. — (Тайны посвящённых).
- Грицанов А. А. Рудольф Штейнер. — Мн.: Книжный Дом, 2009. — 576 с. — (Тайны Посвящённых). — 3050 экз. — ISBN 978-985-489-913-8.
- Грицанов А. А., Абушенко В. Л., Грицанов О. А. Карлос Кастанеда. — Мн.: Книжный Дом, 2009. — 512 с. — (Тайны Посвящённых). — 3050 экз. — ISBN 978-985-489-911-4.
- Грицанов А. А., Мерцалова А. И. Ричард Бах. — Мн.: Книжный Дом, 2009. — 256 с. — (Тайны Посвящённых). — 3050 экз. — ISBN 978-985-489-910-7.
- Грицанов А. А., Мерцалова А. И., Чиккарелли-Мерцалова Л. И. Пауло Коэльо. — Мн.: Книжный Дом, 2009. — 320 с. — (Тайны Посвящённых). — 3050 экз. — ISBN 978-985-489-912-1.
- Грицанов А. А., Мерцалова А. И. Елена Блаватская. — Мн.: Книжный Дом, 2010. — 576 с. — (Тайны Посвящённых).
- Грицанов А. А., Филиппович А. В. Рене Генон. — Мн.: Книжный Дом, 2010. — 320 с. — (Тайны Посвящённых). — 1550 экз. — ISBN 978-985-17-0120-5.
- Скребец С. Н., Грицанов А. А. Анни Безант. — Мн.: Книжный Дом, 2010. — 384 с. — (Тайны Посвящённых). — 1550 экз. — ISBN 978-985-17-0119-9.
- Станкевич Е. О., Грицанов А. А. Ауробиндо Гхош. — Мн.: Книжный Дом, 2010. — 256 с. — (Тайны Посвящённых). — 1550 экз. — ISBN 978-985-17-0121-2.

### Энциклопедии и словари
- Новейший философский словарь. — Минск: Изд. В. М. Скакун, 1998. — 896 с. — 10000 экз. — ISBN 985-6235-17-0. (Составитель, главный научный редактор и соавтор).
- Всемирная энциклопедия: Философия. — М.: АСТ, Минск: Харвест, Современный литератор, 2001. — 1312 с. — 5000 экз. — ISBN 5-17-007278-3. (Составитель, главный научный редактор и соавтор).
- Новейший философский словарь: 2-е изд., переработанное и дополненное. — Минск: Интерпрессервис; Книжный Дом, 2001. — 1280 с. — (Мир энциклопедий). — 5030 экз. — ISBN 985-6656-06-0; ISBN 985-428-431-X. (Составитель, главный научный редактор и соавтор).
- Постмодернизм. Энциклопедия. — Минск: Интерпрессервис; Книжный Дом, 2001. — 1040 с. — (Мир энциклопедий). — 5030 экз. — ISBN 985-6656-05-2; ISBN 985-428-430-1. (Составитель, научный редактор и соавтор). Архивная копия от 6 июня 2016 на Wayback Machine
- Всемирная энциклопедия: Философия XX век. — М.: АСТ, Минск: Харвест, Современный литератор, 2002. — 976 с. — 3000 экз. — ISBN 5-17-012653-0. (Составитель, главный научный редактор и соавтор).
- История философии: Энциклопедия. — Минск: Интерпрессервис; Книжный Дом, 2002. — 1376 с. — (Мир энциклопедий). — 5030 экз. — ISBN 985-6656-20-6; ISBN 985-428-461-1. (Составитель, главный научный редактор и соавтор). Архивная копия от 24 мая 2011 на Wayback Machine
- Эзотеризм. Энциклопедия. — Минск: Интерпрессервис; Книжный Дом, 2002. — 1040 с. — (Мир энциклопедий). — 5030 экз. — ISBN 985-6656-73-7; ISBN 985-428-548-0. (Составитель, главный редактор и соавтор). Архивная копия от 12 июня 2011 на Wayback Machine
- Новейший философский словарь: 3-е изд., исправленное. — Минск: Книжный Дом, 2003. — 1280 с. — (Мир энциклопедий). — 5030 экз. — ISBN 985-428-636-3. (Составитель, главный научный редактор и соавтор). Архивная копия от 26 июля 2011 на Wayback Machine
- Социология: Энциклопедия. — Минск: Книжный Дом, 2003. — 1312 с. — (Мир энциклопедий). — 5030 экз. — ISBN 985-428-619-3. (Составитель, председатель редакционной коллегии и соавтор).Архивная копия от 26 июля 2011 на Wayback Machine
- Новейший философский словарь. Постмодернизм. — Минск: Современный литератор, 2007. — 816 с. — 1500 экз. — ISBN 978-985-14-1318-4. (Составитель, главный научный редактор и соавтор).
- Религия: Энциклопедия. — Минск: Книжный Дом, 2007. — 960 с. — (Мир энциклопедий). — 3100 экз. — ISBN 985-489-355-3. (Составитель, научный редактор и соавтор).
- Новейший социологический словарь. — Минск: Книжный Дом, 2010. — 1312 с. — 1650 экз. — ISBN 978-985-17-0020-8. (Составитель, председатель редакционной коллегии и соавтор).
- Психоанализ: новейшая энциклопедия. — Минск: Книжный Дом, 2010. — 1120 с. — 2070 экз. — ISBN 978-985-17-0016-1. (Составитель, научный редактор и соавтор).

### Учебные пособия
- История социологии: Учебное пособие. — Минск: Вышэйшая школа, 1993. — 319 с. — 5000 экз. — ISBN 5-339-00828-2. (Научный редактор и соавтор).
- История социологии: Учебное пособие: 2-е издание, переработанное и дополненное. — Минск: Вышэйшая школа, 1997. — 381 с. — 10000 экз. — ISBN 985-06-0270-8. (Научный редактор и соавтор).
- Современная западная философия: Учебное пособие. — Минск: Вышэйшая школа, 2000. — 493 с. — 2000 экз. — ISBN 985-06-0596-0. (Научный редактор и соавтор).
- Современная западная философия: Учебное пособие. — Минск: Книжный Дом, 2009. — 1024 с. — 2050 экз. — ISBN 978-985-489-940-4. (Научный редактор и соавтор).

### Статьи
- Гарбачоў, пабачаны з постмадэрну
- Грицанов А. А. Большевизм и фашизм, тоталитаризм и авторитаризм: системные сходства и различия // Репрессивная политика советской власти в Беларуси: Сборник научных работ. Вып. 1. — Минск: Мемориал, 2007. — С. 59 — 77. — 376 с. — 200 экз.
- Грицанов А. А. Цивилизационный и национальный дискурс большевизма: стратегии и мифы // Репрессивная политика советской власти в Беларуси: Сборник научных работ. Вып. 3. — Минск: Мемориал, 2007. — С. 40 — 51. — 373 с. — 200 экз.
- Грицанов А. А., Румянцева Т. Г. Эволюция отечественной социальной теории: от парадигмальности монистического типа к рамочной модели // Вопросы социальной теории: Научный альманах. 2007. Том I. Выпуск 1. Философские и научные основания современной социальной теории / Под ред. Ю. М. Резника. — М.: «Независимый институт гражданского общества»; «Междисциплинарное общество социальной теории», 2007. — С. 123—140. — 376 с. — 1000 экз. — ISBN 5-901493-16-8.
- Gritsanov A. Bolshevism and fascism, totalitarianism and authoritarianism: similarities and differences of the system // Communism — to the international tribunal. — Vilnius: Foundation for Investigation of Communist Crimes, 2008. — P. 206—224. — 430 p.
- Грицанов А. А. Белорусская наука: опережающее отставание // Белорусский ежегодник 2008. Сборник обзорных и аналитических материалов по развитию ситуации в Республике Беларусь в 2008 г. — Минск: Белорусский институт стратегических исследований; Белорусский фонд публичной политики, 2009. — С. 201—210. — 415 с. — ISSN 18224091.
- Разброд і хістанні афіцыйнай навукі
- Грицанов А. А. Переосмысление человека и социальности в постмодернистской философии // Спектр антропологических учений. Вып. 2 / РАН, Институт философии; Отв. ред. П. С. Гуревич. — М.: ИФ РАН, 2008. — С. 33 — 51. — 206 с. — 500 экз. — ISBN 978-5-9540-0121-1.
- Грицанов А. А. Социальная реальность: осмысление основных парадигм // Вопросы социальной теории: Научный альманах. 2008. Том II. Выпуск 1 (2). Социальная реальность: концепции и методология исследований / Под ред. Ю. М. Резника. — М.: Институт философии РАН; Междисциплинарное общество социальной теории, 2008. — С. 133—147. — 500 с. — 1000 экз. — ISBN 5-901493-12-5.
- Грицанов А. А. Наука: инновации, имитация, деградация // Белорусский ежегодник 2009. Сборник обзорных и аналитических материалов по развитию ситуации в Республике Беларусь в 2009 г. — Минск: Белорусский институт стратегических исследований, 2010. — С. 183—191. — 363 с. — ISSN 18224091.